# Рене II (герцог Лотарингії)
Рене II (фр. René II, нім. René II.; 2 травня 1451 — 10 грудня 1508) — герцог Лотарингії у 1473—1508 роках. Перший представник на троні Лотарингії з Другого Водемонського дому. Мав хобі — збирав морські мапи.

## Життєпис
Походив з Другого Водемонського або Третього Лотаринзького дому. Син графа Феррі II де Водемона та Іоланди Анжуйської. Народився 1451 року в Анже. Того ж року помер його старший брат П'єр й Рене став спадкоємцем графства Водемон. Після здобуття початкової освіти був представлений своєму дідові Рене I, графу Прованса.
У 1470 році після смерті батька став новим графом Водемон. У 1471 році одружився з представницею роду д'Аркур. У 1473 році отримав від матері герцогство Лотаринзьке. Того ж року після смерті Жанна VIII д'Аркура успадкував посади сенешаля і губернатора Анжу.
У 1474 році вступив у конфлікт з Карлом I, герцогом Бургундії, що став розміщувати свої залоги в Лотарингії. Проти останнього вступив у союз з Габсбургами, Швейцарським кантонами та Францією. 1475 року бургундії захопили Лотарингію. 1476 року разом зі швейцарцями брав участь у битві під Муртеном, де Бургундія зазнала поразки. У жовтні того ж року звільнив свою столицю Нансі. Того ж року повністю вступив у права графа д'Аркура і барона д'Ельбефа. У 1477 році на чолі швейцарсько-лотаринзького війська у битві під Нансі завдав поразки Карлу Бургундському, який загинув.
1480 року отримав від своєї матері герцогство Барське. Невдовзі вступив у протистояння з французьким королем Людовиком XI, який 1481 року захопив герцогство Анжу і графство Прованс, на які Рене II мав більше прав. Як компенсацію король визнав права герцога Лотарингії на пфальцграфство Бургундію і герцогств Люксембург. Втім спроби ступити в права цими володіннями виявилися марними через початок війни між Францією та Священною Римською імперією. У 1482 та 1493 роках Рене II намагався зайняти Люксембург і Бургундське пфальцграфство, проте без результату. Також Рене II отримав баронство Майєн.
1482 року прибув до північної Італії, де бився на боці Венеції проти Феррарського герцогства. У 1483 році після смерті матері отримав права на королівства Неаполю та Єрусалиму, але лише титулярні. 1485 року спочатку долучився до повстання проти французької регентші Анни де Боже, але швидко замирився з останньою. Того ж року домігся анулювання шлюбу через безплідність дружини. Невдовзі після цього одружився вдруге. Водночас успадкував маркізат Понт-а-Муссон.
1488 року до Рене II звернулися неаполітанські барони, що запропонували його корону Неаполя. Герцог став збирати війська, але його приготування зупинив король Карл VIII, що сам висунув претензії на Неаполь. У 1495 році вимушений був сперечатися з Жаном IV де Ріо щодо графства Аркур, яким вимушений був поступитися. Натомість остаточно визнаний графом Омальським.
1504 року успадкував графство Гіз. Помер у Файнсі 1508 року. Йому спадкував син Антуан.

## Родина
1. Дружина — Жанна, донька Вільгельма д'Аркура, графа де Танкарвілль.
Дітей не було.
2. Дружина — Філіппа, донька Адольфа д'Егмонта, герцога Гельдерна.
Діти:
- Карл (1486)
- Франциск (1487—1489)
- Антуан (1489—1544), герцог Лотарингії і Бара
- Анна (1490—1491)
- Ніколя (1493)
- Ізабель (1494—1508)
- Клод (1496—1550), 1-й герцог де Гіз, граф д'Аркур і д'Омаль, барон д'Ельбеф
- Жан (1498—1550), кардинал, єпископ Туля, Меца і Вердена
- Людовик (1500—1528), єпископ Вердену
- Клод і Катерина Лотаринзькі (1502)
- Франциск (1506—1525), граф де Ламбек